# 조우 (전한)
조우(趙禹, ? ~ ?)는 전한 중기의 관료로, 우부풍 태현(斄縣) 사람이다.

## 생애
청렴함으로 명성을 떨쳐 태위 주아부를 섬겼고, 주아부가 승상이 된후 그의 사(史)가 되었다. 승상부의 관리들은 조우의 청렴하고 공명정대함을 칭찬하였으나, 주아부만은 그를 신임하지 않고 이렇게 말하였다.
| “ | 조우가 뛰어나다는 것은 잘 알고 있지만, 법을 너무 엄격히 적용하니 상급 관부에서 일할 사람은 못 된다. | ” |

무제 때 조우는 승진을 거듭하여 어사(御史)가 되었고, 곧 능력을 인정받아 태중대부(太中大夫)가 되었다. 또 장탕과 함께 여러 율령을 논의하고 견지법(見知法)을 제정하여 관리들이 서로 감시하게 하였다. 조우와 장탕은 가까이 지냈고, 장탕은 조우를 형으로 모셨다.
조우는 한때 벼슬을 그만두었으나 정위로 복직하였다. 하지만 늙었다는 이유로 연나라의 재상으로 좌천되었고, 몇 년 뒤 정신이 혼미해져 죄를 짓고 고향으로 쫓겨났다. 장탕이 죽은 지 십여 년이 지난 후 천수를 다하여 집에서 죽었다.
조우는 소부가 된 후 과연 주아부의 말대로 대단히 냉혹하게 일을 하였으나, 만년에는 도리어 부드러워져 공평하다는 평가를 받았다. 후배 왕온서 등이 조우보다도 일을 엄하게 처리하였다.

## 출전
- 사마천, 《한서》 권122 혹리열전